# Giả thuyết Brocard
Trong lý thuyết số, giả thuyết Brocard đặt câu hỏi liệu có đúng rằng có ít nhất bốn số nguyên tố nằm giữa (pn)2 và (pn+1)2, trong đó pn là số nguyên tố thứ n, với mọi n ≥ 2.  Giả thuyết được đặt tên theo nhà toán học Henri Brocard. Người ta tin rằng giả thuyết này đúng nhưng hiện tại vào năm 2022, nó vẫn chưa được chứng minh.
| n                                                                                      | {\displaystyle p_{n}} | {\displaystyle p_{n}^{2}} | Các số nguyên tố           | {\displaystyle \Delta } |
| -------------------------------------------------------------------------------------- | --------------------- | ------------------------- | -------------------------- | ----------------------- |
| 1                                                                                      | 2                     | 4                         | 5, 7                       | 2                       |
| 2                                                                                      | 3                     | 9                         | 11, 13, 17, 19, 23         | 5                       |
| 3                                                                                      | 5                     | 25                        | 29, 31, 37, 41, 43, 47     | 6                       |
| 4                                                                                      | 7                     | 49                        | 53, 59, 61, 67, 71...      | 15                      |
| 5                                                                                      | 11                    | 121                       | 127, 131, 137, 139, 149... | 9                       |
| {\displaystyle \Delta } ký hiệu cho {\displaystyle \pi (p_{n+1}^{2})-\pi (p_{n}^{2})}. |                       |                           |                            |                         |

Dãy số số nguyên tố nằm giữa bình phương của hai số nguyên tố liên tiếp là 2, 5, 6, 15, 9, 22, 11, 27, ... , xem  A050216.
Giả thuyết Legendre phát biểu rằng luôn có số nguyên tố giữa hai số chính phương liên tiếp, giả thuyết này sẽ suy ra trực tiếp có ít nhất hai số nguyên tố nằm giữa bình phương của hai số nguyên tố với pn ≥ 3 bởi pn+1 − pn ≥ 2.